# 蒂列托
蒂列托（義大利語：Tiglieto），是意大利热那亚省的一个市镇。总面积24.5平方公里，人口622人，人口密度25.4人/平方公里（2009年）。ISTAT代码为010061。